# Toni Turek
Anton „Toni“ Turek (* 18. Januar 1919 in Duisburg; † 11. Mai 1984 in Neuss) war ein deutscher Fußballspieler und Weltmeister von 1954.

## Leben
Anton Tureks Vater war als Arbeiter in der Firma Krupp am Standort Duisburg beschäftigt. Bereits mit 10 Jahren spielte er als Kind von 1929 bis 1936 beim Duisburger SC 1900 Fußball. Kurzzeitig wurde er 1934 auch in der Stadtmannschaft von Duisburg eingesetzt. Bereits in dieser Zeit war er Sepp Herberger bei einem Jugendspiel aufgefallen. Nach dem Schulabschluss nahm er eine Lehre als Bäcker auf, die er auch erfolgreich abschloss. Im Jahr 1936 wechselte er zum TuS Duisburg 48/99. Mit 18 Jahren wurde er zum Arbeitsdienst eingezogen und kam 1939 als Soldat der deutschen Wehrmacht beim Überfall auf Polen als Kradmelder zum Einsatz. Während seines Kriegseinsatzes an der Front durchschlug ein Granatsplitter seinen Stahlhelm und blieb lebenslänglich im Hinterkopf stecken. Das machte sich später immer wieder schmerzhaft bemerkbar. Von 1941 bis 1943 spielte Toni, wie er genannt wurde, als Kriegsgastspieler zeitweilig beim TSG Ulm 1846, aber weiterhin auch beim TuS Duisburg, zu dem er 1943 fest zurückkehrte. Im entscheidenden Spiel um die Gaumeisterschaft 1942 stand Toni Turek beim 0:5 seines TuS Duisburg gegen Hamborn 07 im Tor. Durch die Niederlage verpassten die Schwarzweißen die Teilnahme an der Deutschen Meisterschaft.
1943 heiratete er Wilhelmine, genannt „Miezi“. Aus seiner Ehe gingen zwei Kinder hervor, 1946 wurde die Tochter Ute und 1950 der Sohn Hans-Jürgen geboren.
Kurz vor Ende des Zweiten Weltkrieges kam er in Gefangenschaft, aus der er aber, wegen seines Berufes als Bäcker, die benötigt wurden, recht schnell wieder entlassen wurde. Nach seinem Kriegseinsatz spielte er von 1946 bis 1947 bei Eintracht Frankfurt. Ab da war er als Torwart u. a. für die Süd-Oberligisten und TSG Ulm 1846 (ab 1947) eingesetzt. In dieser Zeit in Ulm arbeitete er zusätzlich als Sportlehrer in einem Jugendgefängnis. Mit dem Klub gewann er 1949 unter anderem an der Seite von Hans Eberle den WFV-Pokal, als die Stuttgarter Kickers mit 6:3 nach Verlängerung im Endspiel besiegt wurden. Im Jahr 1950 wechselte er zu Fortuna Düsseldorf. Erst mit 31 Jahren erlangte er einen Stammplatz in der Nationalelf. Erstmals stand er beim ersten Länderspiel nach dem Zweiten Weltkrieg am 22. November 1950 im Tor der Nationalmannschaft. Damit war er der beim Debüt älteste Nationaltorhüter. Diesen Rekord behielt er auch nach seinem Tod weit über zwanzig Jahre – erst am 19. November 2013 löste ihn der zu jenem Zeitpunkt 33-jährige Roman Weidenfeller ab. Zwischen 1950 und 1954 bestritt er 20 Länderspiele für Deutschland. Turek war bekannt für sein gutes Auge und rührte sich manchmal selbst bei Bällen nicht, die nur knapp am Tor vorbeigingen. Bundestrainer Sepp Herberger hielt ihn für einen genialen Sportler mit gelegentlich leichtsinnigen Zügen.

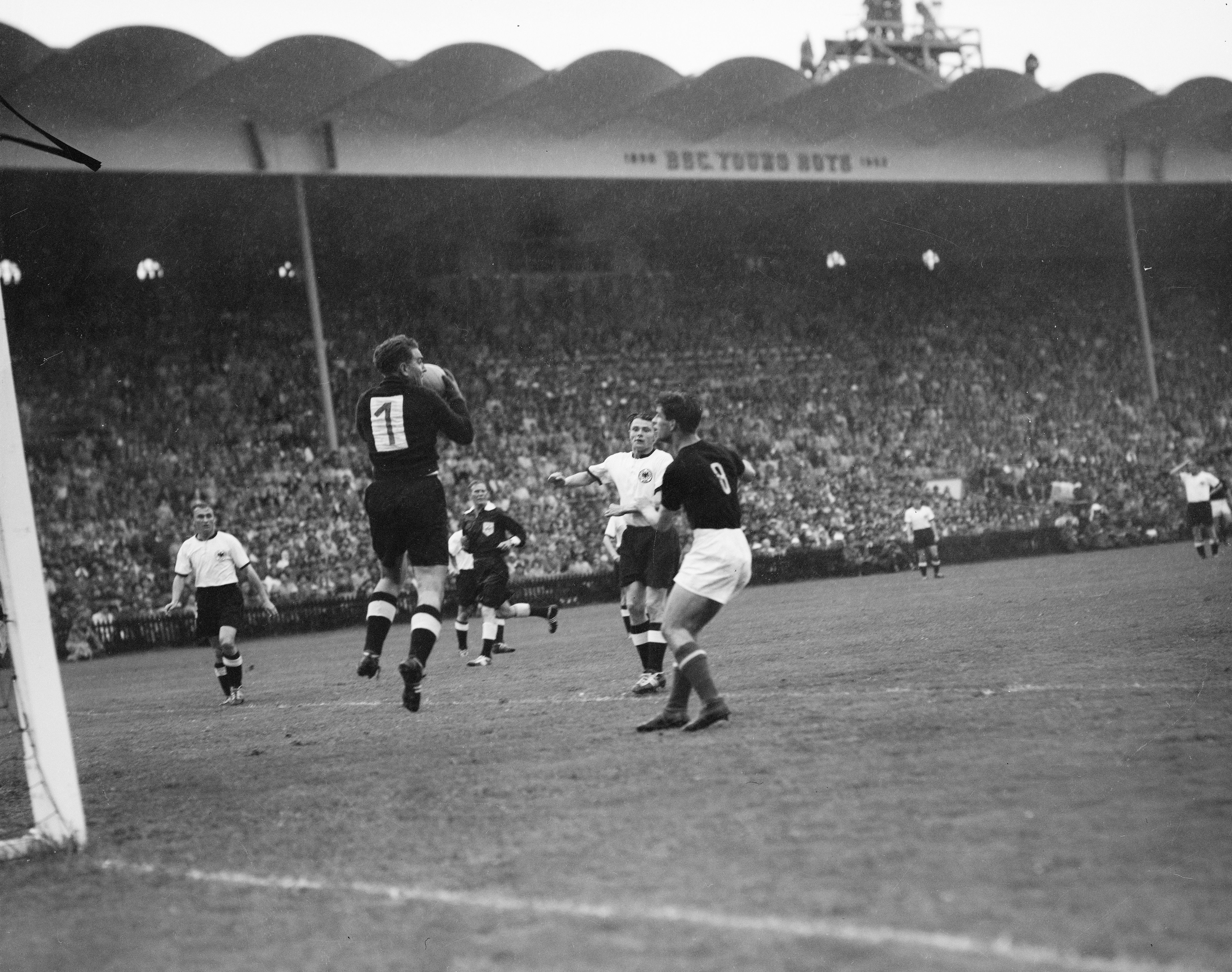
WM-Finale 1954: Turek fängt vor dem angreifenden Kocsis den Ball

Für seine Teilnahme an der Fußball-Weltmeisterschaft 1954 musste sich Toni Turek von seinem Arbeitgeber, der Rheinischen Bahngesellschaft – der heutigen Rheinbahn AG Düsseldorf – vier Wochen Sonderurlaub genehmigen lassen. Diesen Sonderurlaub bekam er nur, weil der DFB bereit war, seinen Lohnausfall für diese Zeit in Höhe von 537,79 Mark zu übernehmen. Demzufolge betrug sein Tageslohn 18,49 Mark. Im Endspiel der Fußball-Weltmeisterschaft 1954 stand Turek als ältester Spieler des Turniers im deutschen Tor und wurde mit der Mannschaft durch den 3:2-Sieg vom 4. Juli 1954 gegen den hohen Favoriten, die Nationalmannschaft Ungarns, Weltmeister. In der ersten Halbzeit verschuldete Turek aufgrund seiner Leichtfertigkeit ein Tor der Ungarn. Danach sammelte er sich. Insbesondere in der zweiten Halbzeit wurde er durch seine Paraden zur Torwartlegende. In der von Fußballfans als unvergesslich bezeichneten Hörfunkreportage Herbert Zimmermanns fielen die Worte: „Turek, du bist ein Teufelskerl! Turek, du bist ein Fußballgott! Entschuldigen Sie die Begeisterung, die Fußballlaien werden uns für verrückt erklären …“ Mehr als 100.000 Menschen waren auf den Straßen, als Turek am 8. Juli 1954 in Düsseldorf durch einen Triumphmarsch geehrt wurde. Als Siegprämie erhielt er 1.000 Mark.
Sein letztes Länderspiel im Oktober 1954 war die 1:3-Niederlage Deutschlands gegen die französische Fußballnationalmannschaft. Seine Fußball-Karriere beendete er 1956 bei Borussia Mönchengladbach.
Nach seiner aktiven Zeit war er nebenberuflich Trainer bei der Ratinger Spielvereinigung Germania 04/19, beim SC 1920 Unterbach und beim VfR Büttgen 1912.
Während und nach seiner Karriere arbeitete Turek als Angestellter bei der Düsseldorfer Rheinbahn AG.
Im September 1973 erkrankte er über Nacht an einer rätselhaften Lähmung der Beine, von der Hüfte abwärts. Während der Zeit im Krankenhaus kam es zu mehreren Komplikationen. Die Milz sowie ein Teil des Magens wurden entfernt. Turek erlitt vier Lungenembolien, benötigte Bluttransfusionen und verbrachte zwei Monate auf der Intensivstation. Sein Körpergewicht sank von 90 auf 45 kg. Es dauerte drei Jahre, bis er, halbwegs genesen, wieder am Stock gehen konnte. Später litt Turek an einer Herz-Kreislauf-Erkrankung und musste sich einer Herzoperation unterziehen. Hinzu kam ein Eingriff an der Gallenblase. In seinen letzten Lebensjahren konnte er sich nur noch per Krücken und Rollstuhl fortbewegen. Am 30. April 1977 ging er dann in Pension.
Als Toni Turek 1984 im Alter von 65 Jahren elf Tage nach einem Schlaganfall im Johanna-Etienne-Krankenhaus in Neuss starb, hinterließ er seine Frau Wilhelmine, die ihn die gesamte Zeit gepflegt hatte, und seine beiden Kinder. Toni Turek wurde auf dem Friedhof Lindenheide im niederbergischen Mettmann in einem Urnengrab beigesetzt. Wilhelmine Turek starb im Januar 2012 mit 90 Jahren und fand neben dem Ehrengrab ihres Ehemannes ihre letzte Ruhestätte.

## Ehrungen

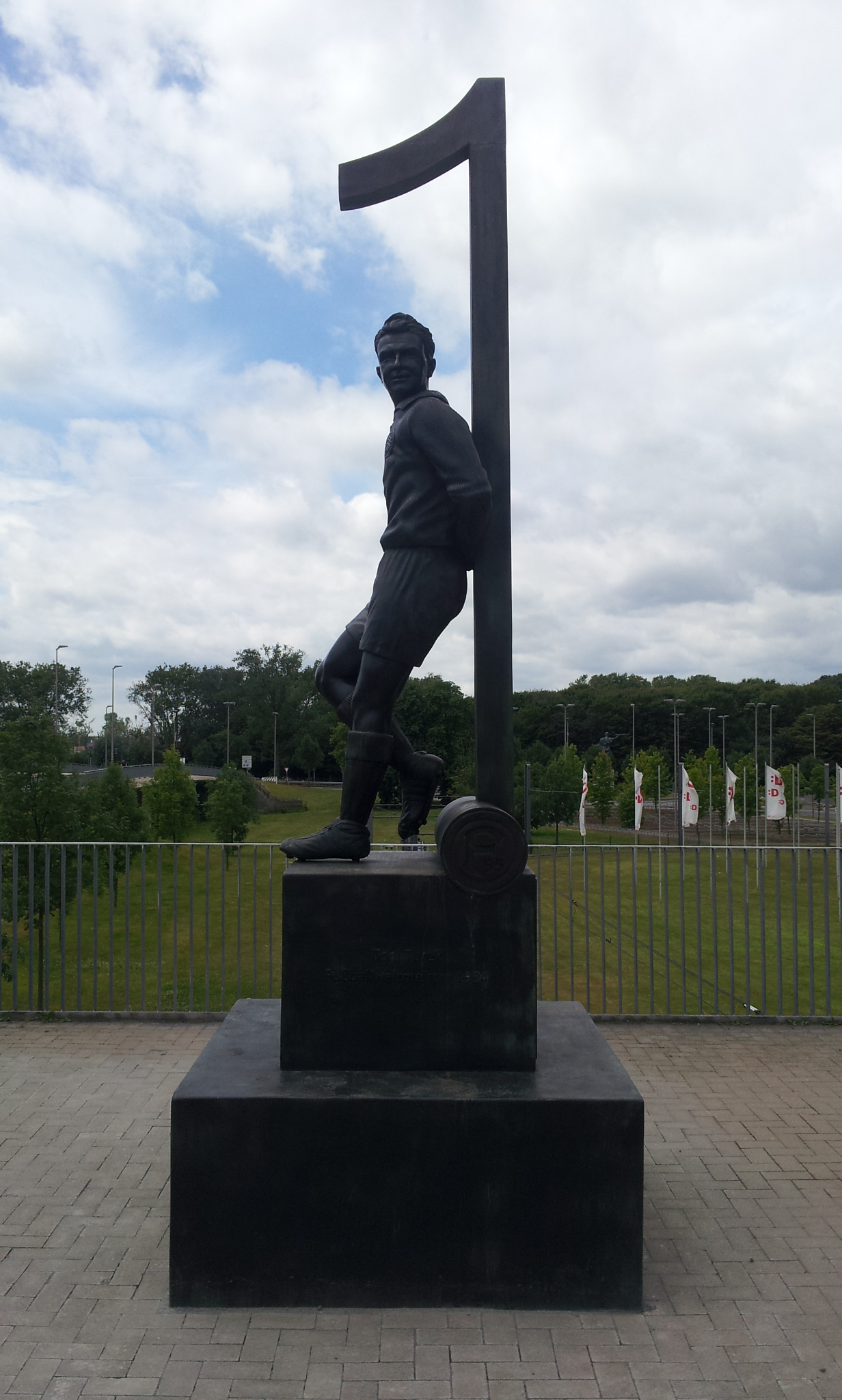
Bronzestatue von Toni Turek neben der Merkur Spiel-Arena in Düsseldorf-Stockum

- Zu Ehren von Toni Turek erhielt der Torwart bei einem Tipp-Kick-Spiel in den 1950er Jahren den Namen „Toni“.
- Am 24. Juni 2004 wurde vom damaligen Düsseldorfer Oberbürgermeister Joachim Erwin eine nach Turek benannte Straße eingeweiht. Die kleine Erschließungsstraße wurde jedoch nicht gebaut, woraufhin 2006 ein Platz seinen Namen erhielt.[14]
- Am 30. September 2004 wurde das Fußballstadion in Erkrath zu Ehren des ehemaligen Einwohners in Toni-Turek-Stadion umbenannt.
- Am 11. Mai 2009, also am 25. Todestag, wurden am Grab von Turek in Mettmann ein Kranz von der Rheinbahn und der Stadt Mettmann niedergelegt. Auch der Enkel von Turek und ein Vertreter von Fortuna Düsseldorf waren bei der Niederlegung anwesend.
- Eine Bushaltestelle in der Nähe der 2004 gebauten Toni-Turek-Allee in Mettmann wurde umbenannt in Toni-Turek-Allee/Naturfreibad.
- Die Rheinbahn gestaltete 2009 einen ihrer Stadtbahnwagen Typ B (Wagennummer 4253) zu Ehren von Toni Turek innen mit Spielszenen, Fotografien und Dokumentationen aus Tureks Leben und außen mit Zitaten aus der legendären Reportage Herbert Zimmermanns vom Endspiel der Fußball-Weltmeisterschaft 1954 in Bern („Toni, du bist ein Fußballgott!“ und „Toni, du bist ein Teufelskerl!“).[15]
- Im Januar 2012 wurde die Geschäftsstelle von Fortuna Düsseldorf am Flinger Broich in Toni-Turek-Haus benannt.
- Am 4. Juli 2014 – genau 60 Jahre nach dem legendären deutschen WM-Sieg in Bern – wurde neben dem Stadion in Düsseldorf-Stockum ein lebensgroßes Bronzedenkmal von Turek aufgestellt.[16]
- Im nordrhein-westfälischen Nottuln wurde die Toni-Turek-Straße nach ihm benannt.
- Am 27. Januar 2019 trug die Bundesligamannschaft von Fortuna Düsseldorf ein Sondertrikot anlässlich des 100. Geburtstages Tureks.[17]
- 2020 wurde eine Realschule nach Turek benannt. Die Toni-Turek-Realschule liegt im Düsseldorfer Stadtteil Stockum.[18]

## Film
Im Spielfilm Das Wunder von Bern wird Turek von Jo Stock dargestellt.